# 渡辺綱倫
渡辺 綱倫（わたなべ つなとも）は、江戸時代後期の尾張藩家老。渡辺半蔵家12代当主。

## 生涯
天保4年（1833年）、尾張藩家老・渡辺寧綱の長男として誕生した。万延元年（1860年）、寧綱の死去により家督を相続する。
文久元年（1861年）、皇女和宮の降嫁の際に、幕府より尾張藩に道中警護の命が下り、中仙道で警護に当たった。文久3年（1863年）、家老となる。同年、従五位下、飛騨守に叙任。元治元年（1864年）7月、禁門の変の際に、銃隊100人を率い京都御所南門を守備した。長州兵との戦闘で敗れた責任を取って同年9月13日、自害する。享年32。

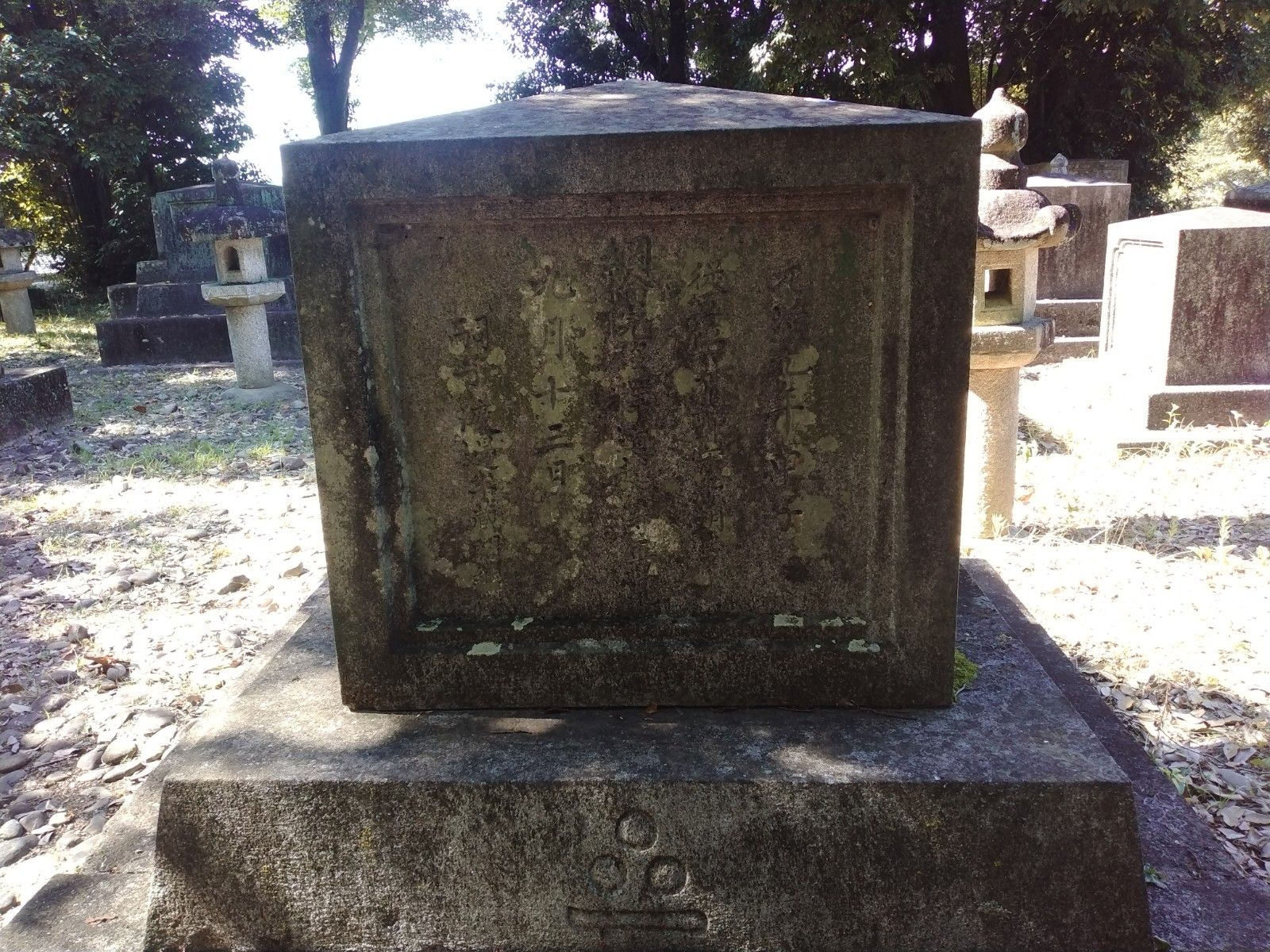
渡辺綱倫の墓(豊田市守綱寺)

家督は、8月に生まれたばかりの長男・綱聡が相続した。